# 愛してマスカット
「愛してマスカット」（あいしてマスカット）は、SUPER MONKEY'S 4の3rdシングル。SUPER MONKEY'S 4名義では2ndシングルとなっている。

## 概要
- 前作から半年ぶりにリリースされた3rdシングル。
- メンバー出演のロッテ「マスカットガム」のCFソングに起用された。前年末から同CMが大量にオンエアされており、その際はシングルバージョンと歌詞や演奏が大幅に異なっていた。
- 1996年の安室奈美恵 with SUPER MONKEY'Sの活動休止後は長らく披露されることはなかったが、2004年に安室のファンクラブ限定ツアーのアンコールで久々に披露される。また、2012年のデビュー20周年ドームツアー「namie amuro 5大ドーム TOUR 2012 〜20th Anniversary Best〜」でも「TRY ME 〜私を信じて〜」、「太陽のSEASON」と共に東芝EMI在籍時代の楽曲が披露された[2][3]。その5年後の2017年には、デビュー25周年を記念して地元である沖縄にて開催された野外ライブ『namie amuro 25th ANNIVERSARY LIVE in OKINAWA』にてSUPER MONKEY'S時代の楽曲と共に、披露された。
- カップリング曲の「わがままを許して」は安室がほぼソロで歌っており、ブレイク後のライブツアーでも披露された。

## 収録曲
全作詞：及川眠子  全作曲・全編曲：小森田実
1. 愛してマスカット
2. わがままを許して
3. 愛してマスカット (オリジナルカラオケ)
4. わがままを許して (オリジナルカラオケ)

## タイアップ
- 愛してマスカット
  - ロッテ「マスカットガム」CFソング

## 収録作品
| 規格                | タイトル                                                                             | 種類                   | 備考                                                  |
| 1. 愛してマスカット | 1. 愛してマスカット                                                                  | 1. 愛してマスカット    | 1. 愛してマスカット                                   |
| ------------------- | ------------------------------------------------------------------------------------ | ---------------------- | ----------------------------------------------------- |
| CD                  | DANCE TRACKS VOL.1                                                                   | オリジナルアルバム     | ※ GROOVY MIX (リミックスバージョン) として収録。      |
| CD                  | ORIGINAL TRACKS VOL.1                                                                | ベストアルバム         | 項目参照                                              |
| CD                  | namie amuro 5 Major Domes Tour 2012 〜20th Anniversary Best〜                        | ライヴアルバム         | 項目参照                                              |
| CD                  | Finally                                                                              | ベストアルバム         | 楽曲を再録・ニューレコーディングで収録。              |
| 配信限定            | namie amuro 25th ANNIVERSARY LIVE in OKINAWA at 宜野湾海浜公園野外特設会場 2017.9.16 | 配信限定ライヴアルバム | 項目参照                                              |
| 映像作品            | AMURO NAMIE FIRST ANNIVERSARY 1996 LIVE AT MARINE STADIUM                            | ライヴ映像             | 項目参照                                              |
| 映像作品            | namie amuro 5 Major Domes Tour 2012 〜20th Anniversary Best〜                        | ライヴ映像             | 項目参照                                              |
| 映像作品            | namie amuro 25th ANNIVERSARY LIVE in OKINAWA                                         | ライヴ映像             | - 『namie amuro Final Tour 2018 〜Finally〜』内に付属 |
| 1. わがままを許して |                                                                                      |                        |                                                       |
| CD                  | DANCE TRACKS VOL.1                                                                   | オリジナルアルバム     | ※ GROOVY MIX (リミックスバージョン) として収録。      |
| CD                  | ORIGINAL TRACKS VOL.1                                                                | ベストアルバム         | 項目参照                                              |